# Waterland
Waterland és un municipi de la província d'Holanda del Nord, al centre-oest dels Països Baixos. L'1 de gener de 2009 tenia 16.999 habitants repartits per una superfície de 115,64 km² (dels quals 63,52 km² corresponen a aigua). Limita al nord amb Purmerend i Edam-Volendam, a l'oest amb Landsmeer i al sud amb Amsterdam.

## Centres de població
Broek in Waterland, Ilpendam, Katwoude, Marken, Monnickendam, Overleek, Uitdam, Watergang i Zuiderwoude.

## Ajuntament
El consistori està format per 17 regidors:
- CDA, 5 regidors
- PvdA, 3 regidors
- GroenLinks 3 regidors
- VVD, 2 regidors
- Algemeen Belang, 2 regidors
- Waterland95, 2 regidors